# Зодиакальный календарь
Зодиакальный календарь по Дионисию — календарь, использовавшийся александрийскими астрономами для датировки наблюдений планет в 272—241 годах до н. э. Единственная сохранившаяся информация об этом календаре дошла до нас благодаря «Альмагесту» Птолемея. Реконструкцию зодиакального календаря выполнили Бёх в 1863 году и ван дер Варден в 1984 году.
В календаре от Дионисия продолжительность года составляла в среднем 365,25 дней, 3 года по 365 дней и четвёртый — 366 дней (аналогично юлианскому календарю, появившемуся позднее). Первый год этого календаря начинался на восходе 26 июня 285 года до н. э., в день летнего солнцестояния. Первые 11 месяцев имели по 30 дней, последний, 12-й месяц, имел 35 (или 36) дней. Название каждого месяца соответствовало знаку зодиака, через который в это время проходит Солнце.
О том Дионисии, в честь которого назван календарь, ничего неизвестно. Неизвестны также имена астрономов, этот календарь использовавших. Ван дер Варден предполагает, что они были сторонниками гелиоцентрической системы, ранее предложенной Аристархом Самосским, и проводили свои наблюдения с целью определения параметров этой теории.